# Cold Steel
Cold Steel (Alternativtitel im Fernsehen: Kalt wie Stahl) ist ein US-amerikanischer Actionthriller von Dorothy Ann Puzo aus dem Jahr 1987.

## Handlung
Johnny Modine ist ein in Los Angeles tätiger Polizist. Sein Vater wird in der Weihnachtszeit in einem Laden ermordet. Modine sucht den Täter auf eigene Faust. Dabei lernt er Kathy Connors kennen, die ihm bei weiteren Ermittlungen hilft.
Die Spur führt zu Iceman, der früher ein Polizist war. Iceman entführt Connors, die sich jedoch befreit und den Entführer tötet.

## Kritiken
Film-Dienst schrieb, einige Actionszenen seien temporeich, es gebe jedoch „unnötig brutale Einlagen“.
Es gab unterschiedliche Meinungen der Kritiker, ob die Regie einer Frau die Anzahl und die Brutalität der Gewaltszenen einschränkte oder ob Dorothy Ann Puzo in dieser Hinsicht wie ein Mann arbeitete.

## Hintergrund
Die Angaben über das Einspielergebnis in den Kinos der USA schwanken zwischen etwa 286.000 US-Dollar und etwa einer Million US-Dollar. Der Film wurde in Deutschland auf Video veröffentlicht.